# Велика џамија у Дамаску
Велика џамија у Дамаску, такође позната и као Умејадска џамија, једна је од највећих и најстаријих џамија на свету. Налази се на најважнијем делу старог дела града. Има велику архитектуралну и археолошку вредност.
Џамија у својој унутрашњости има гробницу у којој се тврди да се налази глава Јована Крститеља, кога су поштовали и хришћани и муслимани. Глава је пронађена у ископавањима приликом градње џамије. Велику важност џамији приписују и шиитски муслимани због тога што се у њој налазе главе Хасана и Хусеина (унуци пророка Мухамеда). У џамији се налази и гроб Саладина Ејубије, славног исламског војсковође.

## Историја
На месту где се сада налази џамија налазио се древни арамејски храм божанству Хададу. Након тога постао је храм римског бога Јупитера, а после тога је ту била хришћанска црква посвећена Јовану Крститељу у византијско доба.
Првобитно, после освајања Дамаска од стране Муслимана 636. године, византијска црква је стајала још неко време и грађевина је коришћена за молитву и од стране хришћана и од стране муслимана. Након тога су Муслимани изградили мање место за обављање молитви на северној страни зида. Под Омејадским калифатом, за време калифа Велида I, црква је купљена од тадашње власти и порушена. Негде између 706. и 715. почела је изградња џамије.

### Предисламски период
Место Омајадске џамије је потврђено као богомоља још од гвозденог доба. Дамаск је био главни град Арамејске државе Арам-Дамаск и велики храм је био посвећен Хададу, богу грмљавине и кише, а подигнут је на месту данашње џамије. Остатак једног камена из арамејског храма, датираног у време владавине краља Хазаила, тренутно је изложен у Националном музеју Дамаска.
Хададов храм је и даље имао централну улогу у граду, а када је Римско царство освојило Дамаск 64. п. н. е., асимилирали су Хадада са својим сопственим богом грома, Јупитером. Стога су се ангажовали на пројекту реконфигурације и проширења храма под руководством архитекте Аполодора рођеног у Дамаску, који је креирао и извео нови дизајн.
Нови Јупитеров храм постао је центар империјалног култа Јупитера и служио је као одговор на Други храм у Јерусалиму. Јупитеров храм ће доживети даље доградње током раног римског периода, углавном иницираних од стране високих свештеника који су прикупљали прилоге од богатих грађана Дамаска. Источна капија дворишта проширена је за време владавине Септимија Севера (в. 193–211). До 4. века храм је био посебно познат по својој величини и лепоти. Од града су га одвајала два зида. Први, шири зид обухватао је широку област која је укључивала пијацу, а други зид је окруживао стварно Јупитерово светилиште. Био је то највећи храм у Римској Сирији.
Године 391. Јупитеров храм је претворен у катедралу од стране хришћанског цара Теодосија I (в. 379–395). Она је служила је као седиште епископа Дамаска, који је био на другом месту у Антиохијској патријаршији после самог патријарха.

### Изградња Умејадске џамије

#### Темељ и изградња
Дамаск су заузеле муслиманске арапске снаге које је предводио Халид ибн ал-Валид 634. Године 661, Исламски калифат је дошао под власт династије Омејада, која је одабрала Дамаск за административну престоницу муслиманског света. Византијска катедрала је остала у употреби од стране локалних хришћана, али је на југоисточном делу зграде изграђена молитвена соба (мусала) за муслимане. Мусала није имала капацитет да прими све већи број муслиманских верника у Дамаску. Граду је иначе недостајало довољно слободног простора за велику саборну џамију. Шести халифа Омајада, ал-Валид I (в. 705–715), одлучио је да изгради такву џамију на месту катедрале 706. године.
Ал-Валид је лично надгледао пројекат и наложио је да се сруши већина катедрале, укључујући и мусалу. Изградњом џамије потпуно је измењен изглед зграде, иако су сачувани спољни зидови теменоса (светишта или унутрашње ограде) храма из римског доба. Док је црква (и храмови пре ње) имала главну зграду која се налазила у центру правоугаоног ограђеног простора, молитвена сала џамије је постављена уз њен јужни зид. Архитекта је рециклирао стубове и аркаде цркве, демонтирајући их и поново позиционирајући их у новој структури. Професор Ален Џорџ је преиспитао архитектуру и дизајн ове прве џамије на том месту кроз три раније непреведене песме и описе средњовековних научника. Поред тога што се користила као велика саборна џамија за Дамашћане, нова богомоља је била замишљена као почаст граду.
Као одговор на хришћанске протесте због тог потеза, ал-Валид је наредио да се све остале конфисковане цркве у граду врате хришћанима као компензација. Џамија је завршена 711, или 715, убрзо након ал-Валидове смрти, од стране његовог наследника Сулејмана ибн Абд ал-Малика (в. 715–717). Према персијском историчару из 10. века Ибн ал-Факиху, на пројекат је потрошено негде између 600.000 и 1.000.000 златних динара. Историчар Халид Јахја Бланкиншип примећује да је теренска војска Дамаска, која је бројала око 45.000 војника, била опорезивана четвртином својих плата током девет година да би платила њену изградњу. Коптске занатлије, као и персијски, индијски, грчки и марокански радници дали су већину радне снаге коју је чинило 12.000 људи.

## Конструкција и архитектура
Конструкција џамије базирана је на кући пророка Мухамеда у Медини, која је такође имала много функција: била је место за заједничку молитву, религиозну едукацију, политичке скупове, судске процесе и приватни центар за бескућнике и материјално угрожене. Калифа је унајмио око 200 најпознатијих византијских архитеката и радника за уређивање џамије, што је препознатљиво и у екстеријеру и у ентеријеру грађевине.
Нова џамија била је најимпресивнија џамија у то време. Унутрашњи зидови били су украшени прелепим мозаицима. Зграда се сматрала једним од чуда света јер је била једна од највећих грађевина на свету. Спољашњи зидови су базирани на старом храму бога Јупитера и крећу се од 100 до 157.5 метара. Минарет на североисточном делу се назива још и Исусов, јер муслимани сматрају да ће се Исус појавити на њему пред Судњи дан.